# Атис-Валь-де-Рувр
Атис-Валь-де-Рувр (фр. Athis-Val de Rouvre) — новая коммуна на северо-западе Франции, находится в регионе Нормандия, департамент Орн, округ Аржантан, центр кантона Атис-Валь-де-Рувр. Расположена в 70 км к северо-западу от Алансона и в 56 км к югу от Кана. 
Население (2018) — 4 236 человек. 

## История
Коммуна Атис-Валь-де-Рувр образована 1 января 2016 года путем слияния восьми коммун:
- Атис-де-л’Орн
- Бреэль
- Ла-Карней
- Ле-Турай
- Нотр-Дам-дю-Роше
- Ронфёжре
- Сегри-Фонтен
- Тайбуа

Центром новой коммуны является Атис-де-л’Орн. От него к новой коммуне перешли почтовый индекс и код INSEE. На картах в качестве координат Атис-Валь-де-Рувра указываются координаты Атис-де-л’Орна.

## Достопримечательности
- Церковь Святого Вигора XIX века в Атис-де-л’Орне
- Центр экологического туризма в Сегри-Фонтене
- Церковь Святых Петра и Павла XV века в Бреэле
- Шато XVI века с двумя павильонами в Ле-Турае

## Экономика
Структура занятости населения:
- сельское хозяйство — 9,6 %
- промышленность — 33,4 %
- строительство — 7,8 %
- торговля, транспорт и сфера услуг — 26,8 %
- государственные и муниципальные службы — 22,4 %

Уровень безработицы (2018) — 8,3 % (Франция в целом —  13,4 %, департамент Орн — 10,4 %). 

Среднегодовой доход на 1 человека, евро (2018) — 20 830 (Франция в целом — 21 730, департамент Орн — 20 140).

## Администрация
Пост мэра Атис-Валь-де-Рувра с 2016 года занимает Ален Ланж (Alain Lange), с 2008 года занимавший мост мэра Атис-де-л’Орна. На муниципальных выборах 2020 года возглавляемый им правый список победил в 1-м туре, получив 62,01 % голосов..
| Период | Период | Фамилия   | Партия        | Примечания                                               |
| ------ | ------ | --------- | ------------- | -------------------------------------------------------- |
| 2016   |        | Ален Ланж | Республиканцы | работник автомобильной отрасли, член Совета департамента |

## Галерея
- Шато Ле-Турай
- Церковь Святых Петра и Павла в Бреэле